# 4328 Valina
4328 Valina este un asteroid din centura principală, descoperit pe 18 septembrie 1982 de Henri Debehogne.